# Gunung Pojoktiga
Gunung Pojoktiga är ett berg i Indonesien. Det ligger i den västra delen av landet, 230 km sydost om huvudstaden Jakarta. Toppen på Gunung Pojoktiga är 1 342 meter över havet.
Terrängen runt Gunung Pojoktiga är huvudsakligen kuperad, men åt nordost är den bergig.Runt Gunung Pojoktiga är det mycket tätbefolkat, med 1 018 invånare per kvadratkilometer. Närmaste större samhälle är Majenang, 18,0 km söder om Gunung Pojoktiga. I omgivningarna runt Gunung Pojoktiga växer i huvudsak städsegrön lövskog.